# Coronilla repanda
Coronilla repanda là một loài thực vật có hoa trong họ Đậu. Loài này được (Poir.) Guss. miêu tả khoa học đầu tiên.